# 郑昕
郑昕（1905年—1974年），原名秉壁（或秉璧），别名汝珍，男，安徽庐江人，中国哲学家，北京大学哲学系教授，第二、三、四届全国政协委员。